# Almaiisa seduta
Almaiisa seduta è un dipinto a olio su tela (92 x54 cm) realizzato nel 1916 dal pittore italiano Amedeo Modigliani. 
La donna ritratta era una modella algerina.
È conservato in una collezione privata a Basilea.